# Nor Astghaberd
Nor Astghaberd (in armeno Նոր Աստղաբերդ) è un comune di 93 abitanti (2010) della Provincia di Syunik in Armenia.